# Люнген
Люнген (норв. Lyngen) — коммуна в губернии Тромс в Норвегии. Административный центр коммуны — город Люнгсэйдет. Официальный язык коммуны — нейтральный. Население коммуны на 2007 год составляло 3208 чел. Площадь коммуны Люнген — 812,36 км², код-идентификатор — 1938.
Большая часть полуострова Люнген представляет собой ярко выраженную гористую местность с высокими горами и альпийскими ландшафтами. Значительная часть коммуны является частью Люнгенских альп и одноимённого ландшафтного заповедника, открытого в 2004 году с целью защиты одной из характерных горных областей Норвегии, которая включает в себя ледники, морены, долины и геологические отложения, с биологическим разнообразием, культурными памятниками и культурным влиянием, которое характеризует ландшафт.
В древнейшей «Гулатингской правде», составленной около 1200 года, имеется неясное упоминание о плаваниях новгородцев до Ивгей-реки и Люнген-фьорда. Новгородско-норвежский договор 1326 года, заключённый между Новгородской республикой и Шведским королевством, определил Люнген как западную границу податных земель Новгородской республики и положило конец десятилетиям норвежско-новгородских пограничных стычек в районе Финнмарка.

## История населения коммуны
Население коммуны за последние 60 лет.